# Lucas Kazan Productions
Lucas Kazan Productions é uma produtora de filmes pornográficos, voltados para o público masculino gay, fundada em 1998 por Lucas Kazan. A empresa é mundialmente conhecida pela qualidade das fotografias e dos filmes produzidos, gerando até três prêmios GayVN nas categorias de "Melhor filme internacional" com Italian Style, School for Lovers e Italians and Other Strangers, e "Melhor ator". 
A empresa ainda publicou dois livros de fotografias com Bruno Gmunder, Taste of Italy e Lucas Kazan Italian Style. Em 2006, a empresa lançou um site onde fora disponível galeria de fotos, video dos filmes, e transmitido um reality show, além de conter diversos extras e cenas dos bastidores. Além dos prêmios recebidos pela GayVN, o estúdio ainda recebeu indicações para o Prêmio XBiz e Cybersocket.

## Filmografia
| - Daniel and His Buddies (2009) - Sexcursions 05 (2009) - Italians and Other Strangers (2008) - Sexcursions (2008) - The Men I Wanted (2007) - The School for Lovers (2006) - Love & Lust (2005) - Decameron: Two Naughty Tales (2005) - Italian for the Beginner (2004) - Backstage (2004) - The Innkeeper (2003) - Lucas Kazan Production Highlights | - Mykonos: LKP Casting 03 (2003) - L’Elisier D’Amore (2002) - Maspalomas - American Holidays (2001) - Across the Ocean (2000) - Road to Naples (2000) - Hotel Italia (1999) - Greek Fever - The Clowns - Cavallaria Rusticana - On the Farm - A Taste of Italy - The Summoner |

## Análise crítica
| Críticas profissionais | Críticas profissionais |
| Avaliações da crítica  | Avaliações da crítica  |
| Fonte                  | Avaliação              |
| ---------------------- | ---------------------- |
| JustUsBoys             | [ 1 ]                  |
| PornInspector          | [ 2 ]                  |
| Adult Video News       | Positivo               |
| XFactor                | Positivo               |
| Unzipped               | Positivo               |

A qualidade da empresa se refletiu na crítica de imprensa especializada: Luke Preston, inspetor do site PornInspector.com, elogiou o fundador, a empresa e seu sítio dizendo que "não é difícil entender o pro que Lucas Kazan tem uma boa reputação. Os atores são incríveis, as normas de produção são algumas dos mais altos. O site é fácil de usar e de se navegar". O Adult Video News disse que o estúdio apresenta um "sexo fantástico, videogrefia exuberante, homens lindos, direção musical fantástica e edição impecável". O site JustUsBoys, deu a nota máxima ao site, argumentando que o site "não traz apenas cenas e filmes bem feitos de alta qualidade, mas, permite você ir além, aos bastidores", exaltando a "abundância de informações sobre cada modelo e filme, e milhares de imagens" que o site contém. E finaliza dizendo que a empresa e suas produções são "pura beleza que leva Lucas Kazan acima das cabeças de seus concorrentes".